# Markus Keller (Triathlet)
Markus Keller (* 21. April 1967) ist ein ehemaliger Schweizer Triathlet, der vorwiegend bei Rennen über die olympische Distanz (1,5 km Schwimmen, 40 km Radfahren und 10 km Laufen) startete. Er ist Schweizermeister Triathlon (1994, 1996, 1999), Duathlon (1995) und Olympionike (2000).

## Werdegang
Markus Keller betreibt Triathlon seit 1989.
Er war von 1991 bis 2000 Mitglied der Triathlon-Nationalmannschaft startete 2000 für die Schweiz in Sydney bei den Olympischen Spielen, wo er den 18. Rang belegte.
Er ist dreifacher Schweizermeister über die olympische Distanz und wurde 1995 auch Schweizermeister Duathlon.
2009 bewarb sich Markus Keller um den Posten als Chef Leistungssport beim Schweizer Triathlon-Verband Swiss Triathlon. Seit 2012 startet er auch bei Rennen auf der Mitteldistanz.
Auch seine Frau Jasmine Keller-Hämmerle ist eine ehemalige österreichische Triathletin und mehrfache Staatsmeisterin.

## Sportliche Erfolge
| Datum/Jahr    | Rang | Wettbewerb                          | Austragungsort | Zeit        | Bemerkung |
| ------------- | ---- | ----------------------------------- | -------------- | ----------- | --- |
| 25. Aug. 2013 | 5    | Trans Vorarlberg Triathlon          | Bregenz        | 04:25:40    | |
| 2013          | 1    | Walliseller Triathlon               | Wallisellen    | 00:48:43,3  | |
| 26. Aug. 2012 | 13   | Trans Vorarlberg Triathlon          | Bregenz        | 04:28:58    | |
| 2000          | 20   | ITU Triathlon Worldcup              | Perth          |             | |
| 2000          | 1    | Züri Triathlon                      | Zürich         |             | |
| 2000          | 18   | Olympische Sommerspiele 2000        | Sydney         | 01:50:15,25 | |
| 2000          | 1    | Uster Triathlon                     | Uster          | 01:53:19    | Sieger auf der Kurzdistanz                                                                                       |
| 1999          | 3    | Alpen-Triathlon                     | Schliersee     |             | |
| 1999          | 10   | ITU Triathlon Worldcup              | Montréal       |             | |
| 1999          | 1    | Kirchbichl-Triathlon                | Kirchbichl     |             | |
| 1999          | 1    | Schweizer Triathlon-Meisterschaften | Nyon           |             | Sieger beim Credit Suisse Circuit Triathlon                                                                      |
| 1998          | 1    | Kirchbichl-Triathlon                | Kirchbichl     |             | |
| 1997          | 1    | Kitzbühel-Triathlon                 | Kitzbühel      |             | Keller erreichte in Kitzbühel am Schwarzsee seinen dritten Sieg in Folge.                                        |
| 1996          | 1    | Kitzbühel-Triathlon                 | Kitzbühel      |             | Sieg vor dem Österreicher Wolfgang Kattnig – neben seiner späteren Ehefrau, der Österreicherin Jasmine Hämmerle. |
| 1996          | 1    | Schweizer Triathlon-Meisterschaften | Schweiz        |             | |
| 1995          | 1    | Kitzbühel-Triathlon                 | Kitzbühel      |             | Wetterbedingt wurde ein Duathlon ausgetragen und Keller siegte neben Natascha Badmann.                           |
| 1994          | 1    | Uster Triathlon                     | Uster          |             | Kurzdistanz |
| 1994          | 10   | ITU Triathlon Worldcup              | Wellington     |             | |
| 1994          | 1    | Schweizer Triathlon-Meisterschaften | Schweiz        |             | |
| 1994          | 1    | Uster Triathlon                     | Uster          |             | Sieger auf der Kurzdistanz, neben Natascha Badmann                                                               |
| 1993          | 65   | ITU Triathlon Worldcup              | Manchester     |             | |

| Datum/Jahr | Rang | Wettbewerb                                      | Austragungsort | Zeit | Bemerkung                                            |
| ---------- | ---- | ----------------------------------------------- | -------------- | ---- | ---------------------------------------------------- |
| 1999       | –    | ITU Long Distance Triathlon World Championships | Säter          | DNF  | Aufgabe auf der Laufstrecke wegen Kreislaufproblemen |

(DNF – Did Not Finish)